# Опорожнение
1. перенаправление Дефекация